# Tsundur
Tsundur est un village du district de Bapatla dans l'État d'Andhra Pradesh en Inde. 
Selon le recensement de l'Inde de 2011, la localité compte une population de 5 965 habitants.

## Massacre des Dalits
Le 6 août 1991, 8 Dalits sont assassinés dans le village. Ce jour là, une foule de plus de 400 personnes les pourchasse le long d'un canal d'irrigation avant de les tuer à l'arme blanche. Certains habitants accusent la police d'être complice de ce massacre en ayant demandé aux habitants de faire preuve d'agressivité à l'égard de la population Dalit du village, à la suite de tensions récentes avec la caste agricole Reddy, qui domine cette région,. Au cours du procès qui s'est ensuivi, 21 accusés ont été condamnés à la prison à vie pour leur implication et 35 autres à un an d'emprisonnement et à une amende de 2 000 roupies chacun, le 31 juillet 2007. Cette décision est annulée en appel en 2014.